# بلدية موتامبو
موتامبو هي إحدى بلديات مقاطعة بوجومبورا الريفية في بوروندي.